# Keijiro Ogawa
Keijiro Ogawa (Osaka, 14 juli 1992) is een Japans voetballer.

## Carrière
Keijiro Ogawa tekende in 2010 bij Vissel Kobe.